# Silvio Montanarella
Silvio Montanarella (Melfi, 1893 – Roma, 1986) è stato un aviatore e ammiraglio italiano.

## Biografia
Dopo aver frequentato l'accademia navale di Livorno, ottenne il brevetto di aviatore. Fu uno dei fondatori del battaglione San Marco e, il 12 agosto 1916, sposò a Venezia la figlia di Gabriele D'Annunzio, Renata, dalla quale ebbe otto figli. Nel 1918, si arruolò nell'esercito di D'Annunzio per partecipare all'impresa di Fiume. Nel 1940, ricevette la nomina di ammiraglio della Regia Marina da Amedeo di Savoia, duca d'Aosta e viceré d'Etiopia. Fu autore di un libro autobiografico intitolato Alla conquista del Nilo. Si spense a Roma nel 1986.